# Cellule commune de coordination en matière de soutien
La Cellule commune de coordination en matière de soutien (JSCC, de l'anglais Joint Support Coordination Cell) est un organe de la politique de sécurité et de défense commune de l'Union européenne, dépendante du Service européen pour l'action extérieure qui soutient les travaux de coordination entre les capacités de conduite et de planification civile et militaires (respectivement CPCC et MPCC) dans les missions civiles et militaires de l'Union européenne.

## Organigramme
La structure de commandement et de contrôle (C2) de l'Union européenne, telle qu'elle est dirigée par des organes politiques composés de représentants des États membres et nécessitant généralement des décisions unanimes, depuis avril 2019 :
Liaison :  Conseils et des recommandations  Soutien et suivi  Travaux préparatoires 
| Niveau politique stratégique :         |                |                |                |                |                |  |  |                         |                         |                         |                         |                         |                         |  |  |                                                              |                                                              |                                                              |                                                              |                                                              |                                                              |  |  |                                          |                                          |                                          |                                          |                                          |                                          |                        |                        |                        |                        |
| EU ISS (IESUE)                         | EU ISS (IESUE) | EU ISS (IESUE) | EU ISS (IESUE) | EU ISS (IESUE) | EU ISS (IESUE) |  |  |                         |                         |                         |                         |                         |                         |  |  | Président du Conseil européen                                | Président du Conseil européen                                | Président du Conseil européen                                | Président du Conseil européen                                | Président du Conseil européen                                | Président du Conseil européen                                |  |  |                                          |                                          |                                          |                                          | Chaîne de commandement                   | Chaîne de commandement                   | Chaîne de commandement | Chaîne de commandement | Chaîne de commandement | Chaîne de commandement |
| EU ISS (IESUE)                         | EU ISS (IESUE) | EU ISS (IESUE) | EU ISS (IESUE) | EU ISS (IESUE) | EU ISS (IESUE) |  |  |                         |                         |                         |                         |                         |                         |  |  | Président du Conseil européen                                | Président du Conseil européen                                | Président du Conseil européen                                | Président du Conseil européen                                | Président du Conseil européen                                | Président du Conseil européen                                |  |  |                                          |                                          |                                          |                                          | Chaîne de commandement                   | Chaîne de commandement                   | Chaîne de commandement | Chaîne de commandement | Chaîne de commandement | Chaîne de commandement |
|                                        |                |                |                |                |                |  |  |                         |                         |                         |                         |                         |                         |  |  |                                                              |                                                              |                                                              |                                                              |                                                              |                                                              |  |  |                                          |                                          |                                          |                                          | Coordination / support                   |                                          |                        |                        |                        |                        |
|                                        |                |                |                |                |                |  |  |                         |                         |                         |                         |                         |                         |  |  |                                                              |                                                              |                                                              |                                                              |                                                              |                                                              |  |  |                                          |                                          |                                          |                                          |                                          |                                          |                        |                        |                        |                        |
| SatCen (CSUE)                          | SatCen (CSUE)  | SatCen (CSUE)  | SatCen (CSUE)  | SatCen (CSUE)  | SatCen (CSUE)  |  |  | CIVCOM                  | CIVCOM                  | CIVCOM                  | CIVCOM                  | CIVCOM                  | CIVCOM                  |  |  | Haut représentant (CAE)                                      | Haut représentant (CAE)                                      | Haut représentant (CAE)                                      | Haut représentant (CAE)                                      | Haut représentant (CAE)                                      | Haut représentant (CAE)                                      |  |  |                                          |                                          |                                          |                                          |                                          |                                          |                        |                        |                        |                        |
| SatCen (CSUE)                          | SatCen (CSUE)  | SatCen (CSUE)  | SatCen (CSUE)  | SatCen (CSUE)  | SatCen (CSUE)  |  |  | CIVCOM                  | CIVCOM                  | CIVCOM                  | CIVCOM                  | CIVCOM                  | CIVCOM                  |  |  | Haut représentant (CAE)                                      | Haut représentant (CAE)                                      | Haut représentant (CAE)                                      | Haut représentant (CAE)                                      | Haut représentant (CAE)                                      | Haut représentant (CAE)                                      |  |  |                                          |                                          |                                          |                                          |                                          |                                          |                        |                        |                        |                        |
|                                        |                |                |                |                |                |  |  |                         |                         |                         |                         |                         |                         |  |  |                                                              |                                                              |                                                              |                                                              |                                                              |                                                              |  |  |                                          |                                          |                                          |                                          |                                          |                                          |                        |                        |                        |                        |
| IntCen                                 | IntCen         | IntCen         | IntCen         | IntCen         | IntCen         |  |  | Haut représentant (GPM) | Haut représentant (GPM) | Haut représentant (GPM) | Haut représentant (GPM) | Haut représentant (GPM) | Haut représentant (GPM) |  |  | Haut représentant (CoPS) (******)                            | Haut représentant (CoPS) (******)                            | Haut représentant (CoPS) (******)                            | Haut représentant (CoPS) (******)                            | Haut représentant (CoPS) (******)                            | Haut représentant (CoPS) (******)                            |  |  | Président du EUMC                        | Président du EUMC                        | Président du EUMC                        | Président du EUMC                        | Président du EUMC                        | Président du EUMC                        |                        |                        |                        |                        |
| IntCen                                 | IntCen         | IntCen         | IntCen         | IntCen         | IntCen         |  |  |                         | Haut représentant (GPM) | Haut représentant (GPM) | Haut représentant (GPM) | Haut représentant (GPM) | Haut représentant (GPM) |  |  | Haut représentant (CoPS) (******)                            | Haut représentant (CoPS) (******)                            | Haut représentant (CoPS) (******)                            | Haut représentant (CoPS) (******)                            | Haut représentant (CoPS) (******)                            | Haut représentant (CoPS) (******)                            |  |  | Président du EUMC                        | Président du EUMC                        | Président du EUMC                        | Président du EUMC                        | Président du EUMC                        | Président du EUMC                        |                        |                        |                        |                        |
|                                        |                |                |                |                |                |  |  |                         |                         |                         |                         |                         |                         |  |  |                                                              |                                                              |                                                              |                                                              |                                                              |                                                              |  |  |                                          |                                          |                                          |                                          |                                          |                                          |                        |                        |                        |                        |
| CMPD                                   | CMPD           | CMPD           | CMPD           | CMPD           | CMPD           |  |  |                         |                         |                         |                         |                         |                         |  |  |                                                              |                                                              |                                                              |                                                              |                                                              |                                                              |  |  | Directeur général de l'EMUE (***)        | Directeur général de l'EMUE (***)        | Directeur général de l'EMUE (***)        | Directeur général de l'EMUE (***)        | Directeur général de l'EMUE (***)        | Directeur général de l'EMUE (***)        |                        |                        |                        |                        |
| CMPD                                   | CMPD           | CMPD           | CMPD           | CMPD           | CMPD           |  |  |                         |                         |                         |                         |                         |                         |  |  |                                                              |                                                              |                                                              |                                                              |                                                              |                                                              |  |  | Directeur général de l'EMUE (***)        | Directeur général de l'EMUE (***)        | Directeur général de l'EMUE (***)        | Directeur général de l'EMUE (***)        | Directeur général de l'EMUE (***)        | Directeur général de l'EMUE (***)        |                        |                        |                        |                        |
| Niveau stratégique militaire / civil : |                |                |                |                |                |  |  |                         |                         |                         |                         |                         |                         |  |  |                                                              |                                                              |                                                              |                                                              |                                                              |                                                              |  |  |                                          |                                          |                                          |                                          |                                          |                                          |                        |                        |                        |                        |
|                                        |                |                |                |                |                |  |  |                         |                         |                         |                         |                         |                         |  |  |                                                              |                                                              |                                                              |                                                              |                                                              |                                                              |  |  |                                          |                                          |                                          |                                          |                                          |                                          |                        |                        |                        |                        |
|                                        |                |                |                |                |                |  |  | Dir. MPCC (***) (MPCC)  | Dir. MPCC (***) (MPCC)  | Dir. MPCC (***) (MPCC)  | Dir. MPCC (***) (MPCC)  | Dir. MPCC (***) (MPCC)  | Dir. MPCC (***) (MPCC)  |  |  | Cellule commune de coordination en matière de soutien (JSCC) | Cellule commune de coordination en matière de soutien (JSCC) | Cellule commune de coordination en matière de soutien (JSCC) | Cellule commune de coordination en matière de soutien (JSCC) | Cellule commune de coordination en matière de soutien (JSCC) | Cellule commune de coordination en matière de soutien (JSCC) |  |  | Directeur du CPCC (Civ OpCdr) (CPCC) (*) | Directeur du CPCC (Civ OpCdr) (CPCC) (*) | Directeur du CPCC (Civ OpCdr) (CPCC) (*) | Directeur du CPCC (Civ OpCdr) (CPCC) (*) | Directeur du CPCC (Civ OpCdr) (CPCC) (*) | Directeur du CPCC (Civ OpCdr) (CPCC) (*) |                        |                        |                        |                        |
|                                        |                |                |                |                |                |  |  | Dir. MPCC (***) (MPCC)  | Dir. MPCC (***) (MPCC)  | Dir. MPCC (***) (MPCC)  | Dir. MPCC (***) (MPCC)  | Dir. MPCC (***) (MPCC)  | Dir. MPCC (***) (MPCC)  |  |  | Cellule commune de coordination en matière de soutien (JSCC) | Cellule commune de coordination en matière de soutien (JSCC) | Cellule commune de coordination en matière de soutien (JSCC) | Cellule commune de coordination en matière de soutien (JSCC) | Cellule commune de coordination en matière de soutien (JSCC) | Cellule commune de coordination en matière de soutien (JSCC) |  |  | Directeur du CPCC (Civ OpCdr) (CPCC) (*) | Directeur du CPCC (Civ OpCdr) (CPCC) (*) | Directeur du CPCC (Civ OpCdr) (CPCC) (*) | Directeur du CPCC (Civ OpCdr) (CPCC) (*) | Directeur du CPCC (Civ OpCdr) (CPCC) (*) | Directeur du CPCC (Civ OpCdr) (CPCC) (*) |                        |                        |                        |                        |
| Niveau opérationnel :                  |                |                |                |                |                |  |  |                         |                         |                         |                         |                         |                         |  |  |                                                              |                                                              |                                                              |                                                              |                                                              |                                                              |  |  |                                          |                                          |                                          |                                          |                                          |                                          |                        |                        |                        |                        |
|                                        |                |                |                |                |                |  |  | MF Cdr (****) (MFHQ)    | MF Cdr (****) (MFHQ)    | MF Cdr (****) (MFHQ)    | MF Cdr (****) (MFHQ)    | MF Cdr (****) (MFHQ)    | MF Cdr (****) (MFHQ)    |  |  |                                                              |                                                              |                                                              |                                                              |                                                              |                                                              |  |  | Chef de mission (*)                      | Chef de mission (*)                      | Chef de mission (*)                      | Chef de mission (*)                      | Chef de mission (*)                      | Chef de mission (*)                      |                        |                        |                        |                        |
|                                        |                |                |                |                |                |  |  | MF Cdr (****) (MFHQ)    | MF Cdr (****) (MFHQ)    | MF Cdr (****) (MFHQ)    | MF Cdr (****) (MFHQ)    | MF Cdr (****) (MFHQ)    | MF Cdr (****) (MFHQ)    |  |  |                                                              |                                                              |                                                              |                                                              |                                                              |                                                              |  |  | Chef de mission (*)                      | Chef de mission (*)                      | Chef de mission (*)                      | Chef de mission (*)                      | Chef de mission (*)                      | Chef de mission (*)                      |                        |                        |                        |                        |
| Niveau tactique :                      |                |                |                |                |                |  |  |                         |                         |                         |                         |                         |                         |  |  |                                                              |                                                              |                                                              |                                                              |                                                              |                                                              |  |  |                                          |                                          |                                          |                                          |                                          |                                          |                        |                        |                        |                        |
|                                        |                |                |                |                |                |  |  |                         |                         |                         |                         |                         |                         |  |  |                                                              |                                                              |                                                              |                                                              |                                                              |                                                              |  |  |                                          |                                          |                                          |                                          |                                          |                                          |                        |                        |                        |                        |
|                                        |                |                |                |                |                |  |  |                         |                         |                         |                         |                         |                         |  |  |                                                              |                                                              |                                                              |                                                              |                                                              |                                                              |  |  |                                          |                                          |                                          |                                          |                                          |                                          |                        |                        |                        |                        |
| CC(**) Terre                           | CC(**) Terre   | CC(**) Terre   | CC(**) Terre   | CC(**) Terre   | CC(**) Terre   |  |  | CC(**) Air              | CC(**) Air              | CC(**) Air              | CC(**) Air              | CC(**) Air              | CC(**) Air              |  |  | CC(**) Mer                                                   | CC(**) Mer                                                   | CC(**) Mer                                                   | CC(**) Mer                                                   | CC(**) Mer                                                   | CC(**) Mer                                                   |  |  | Autres CCs(**)                           | Autres CCs(**)                           | Autres CCs(**)                           | Autres CCs(**)                           | Autres CCs(**)                           | Autres CCs(**)                           |                        |                        |                        |                        |
| CC(**) Terre                           | CC(**) Terre   | CC(**) Terre   | CC(**) Terre   | CC(**) Terre   | CC(**) Terre   |  |  | CC(**) Air              | CC(**) Air              | CC(**) Air              | CC(**) Air              | CC(**) Air              | CC(**) Air              |  |  | CC(**) Mer                                                   | CC(**) Mer                                                   | CC(**) Mer                                                   | CC(**) Mer                                                   | CC(**) Mer                                                   | CC(**) Mer                                                   |  |  | Autres CCs(**)                           | Autres CCs(**)                           | Autres CCs(**)                           | Autres CCs(**)                           | Autres CCs(**)                           | Autres CCs(**)                           |                        |                        |                        |                        |
|                                        |                |                |                |                |                |  |  |                         |                         |                         |                         |                         |                         |  |  |                                                              |                                                              |                                                              |                                                              |                                                              |                                                              |  |  |                                          |                                          |                                          |                                          |                                          |                                          |                        |                        |                        |                        |
| Forces                                 | Forces         | Forces         | Forces         | Forces         | Forces         |  |  | Forces                  | Forces                  | Forces                  | Forces                  | Forces                  | Forces                  |  |  | Forces                                                       | Forces                                                       | Forces                                                       | Forces                                                       | Forces                                                       | Forces                                                       |  |  | Forces                                   | Forces                                   | Forces                                   | Forces                                   | Forces                                   | Forces                                   |                        |                        |                        |                        |
| Forces                                 | Forces         | Forces         | Forces         | Forces         | Forces         |  |  | Forces                  | Forces                  | Forces                  | Forces                  | Forces                  | Forces                  |  |  | Forces                                                       | Forces                                                       | Forces                                                       | Forces                                                       | Forces                                                       | Forces                                                       |  |  | Forces                                   | Forces                                   | Forces                                   | Forces                                   | Forces                                   | Forces                                   |                        |                        |                        |                        |

*Si une mission civile du PPSC se trouve également sur le terrain, la relation avec Capacité civile de planification et de conduite (CPCC) et son commandant des opérations civiles (Civ OpCdr), ainsi que le chef de mission subordonné (CDM), est coordonnée comme indiqué.
**Autres commandants de composante (CC) et directions des services qui peuvent être établis.
***Le MPCC fait partie de l’EMUE et le directeur du MPCC est également directeur général de l’EMUE. À moins que le MPCC ne soit utilisé comme quartier général des opérations (OHQ), un OHQ national offert par les États membres ou la structure de commandement de l’OTAN (NCS) servirait à cette fin. Dans ce dernier cas, le Commandant Suprême Adjoint des Forces Alliées en Europe (DSACEUR), plutôt que le directeur du MPCC, servirait de Commandant de l’Opération (OpCdr).
****À moins que le MPCC ne soit utilisé comme Quartier Général d’Opération (OHQ), le Commandant de la Force de Mission (MFCdr) serait connu comme Commandant de Force (FCdr), et dirigerait un Quartier Général de Force (FHQ) plutôt qu’un MFHQ. Alors que le MFHQ agirait à la fois au niveau opérationnel et tactique, le FHQ agirait uniquement au niveau opérationnel.
*****Le niveau stratégique politique ne fait pas partie de la structure C2 proprement dite, mais représente les organes politiques, avec les facilités de soutien associées, qui déterminent l’orientation générale des missions. Le Conseil de l’Union européenne détermine le rôle du haut représentant, qui est vice-président de la Commission européenne, assiste aux réunions du Conseil européen, préside le Conseil des affaires étrangères (CAE) et peut présider le Comité politique et de sécurité (CoPS) en temps de crise. Le haut représentant propose et met en œuvre les décisions PSDC.
******Même composition que le Comité des représentants permanents (COREPER) II, qui prépare également les travaux du CAE pour le CSDP.

## Sources